# Gregg Toland
Gregg Toland, (29 de maig de 1904 – 28 de setembre de 1948) va ser un director de fotografia estatunidenc conegut pel seu ús innovador d'il·luminació i tècniques com focus profund, exemples dels quals poden ser trobats en la seva feina d'Orson Welles Ciutadà Kane i de John Ford a  El retorn a casa.

## Carrera
Toland va néixer a Xarleston, Illinois un 29 de maig de 1904 fill de Jennie; majordoma, i Franc Toland, la seva mare es va mudar a Califòrnia diversos anys després que els seus pares es divorciessin l'any 1910.
Va mostrar el seu chiarobscuro, estil utilitzat a la pel·lícula curta La Vida i Mort de 9413: Aventures d'un Extra de Hollywood, a la qual les dues  bombetes de 400W que tenien disponibles es van cremar, deixant només una sola bombeta per il·luminar.
Durant el 1930s, Toland va esdevenir el cameràman més jove a Hollywood i aviat un dels cinematògrafs més cotitzats. Durant un període de set anys (1936–1942), va ser nomenat cinc vegades a l'Oscar a la millor fotografia", incloent un triomf al 1940 per la seva feina a Wuthering Heights. Va treballar amb molts dels millors directors de la seva era, incloent John Ford, Howard Hawks, Erich von Stroheim, King Vidor, Orson Welles, i William Wyler.
Va morir a Los Angeles, Califòrnia el 28 de setembre de 1948 de trombosi coronària a l'edat de 44 anys. Va ser enterrat al Hollywood Forever Cemetery  a Hollywood, Califòrnia. Just abans de la seva mort, estava concentrat en la "lent de focus" definitiva, la qual fa ambdós objectes propers i llunyans igualment distints. "Just abans de morir havia sortit una lent nova amb la qual havia fet captures espectaculars. Va portar en la seva cartera una tira de filmar presa amb aquesta lent, de la qual se sentia molt orgullós. Havia estat presa d'una cara a tres polzades de la lent, empastant un-terç del costat esquerre del marc. A tres peus de la lent, en el centre del foreground, era una altra cara, i llavors, per damunt cent iardes fora  hi era la paret de darrere de l'estudi, mostrant cables telefònics i detalls arquitectònics. Tot havia estat enfocat de tres polzades a l'infinitat."

## Contribucions aCiutadà Kane

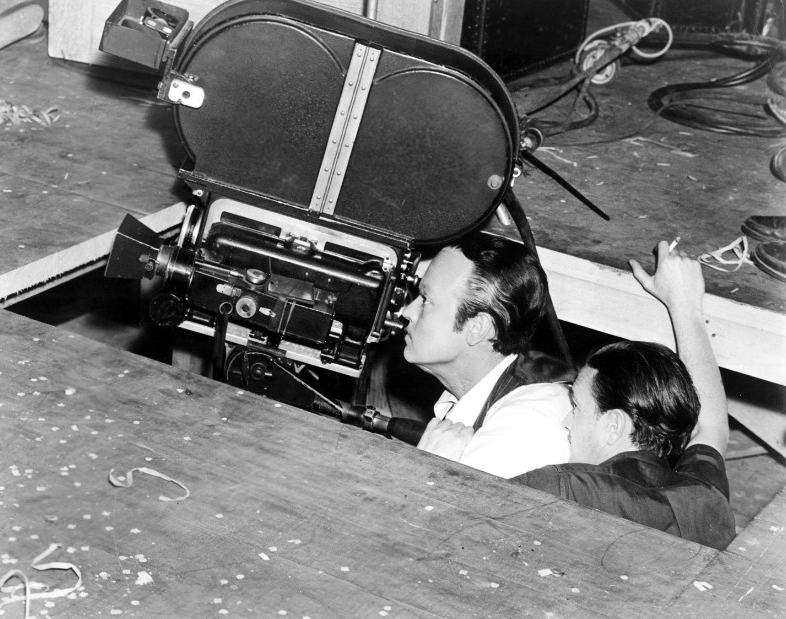
Orson Welles I Gregg Toland a la filmació de Ciutadà Kane (1941); la càmera sembla una marca-Mitchell nou Càmera Corp BNCs feta abans de l'embargament de la segona Guerra Mundial en la fabricació de càmeres de producció nova (exceptuant aquells preteses pels aliats o el Cos de Senyals de l'Exèrcit dels EUA).

Alguns historiadors  creuen que la brillantor visual de Ciutadà Kane va ser principalment gràcies a les contribucions de Toland, i no al director Orson Welles. Tanmateix, molts becaris de Welles mantenen que l'estil visual de Kane és similar al de moltes altres pel·lícules de Welles i tanmateix, això hauria de ser considerat com la feina del director. No obstant això, la majoria de pel·lícules de Welles, que s'assemblen a Ciutadà Kane (Els magnífics Amberson, El desconegut, i Touch of Evil) va ser près per Toland col·laboradors Russell Metty (a RKO) i Stanley Cortez.

## Mitjans de comunicació
A més de compartir una targeta de títol amb Orson Welles de Kane—una indicació de l'estima alta del director pel seu cameraman—Welles també va donar Toland un cameo en la pel·lícula com el reporter lent que l'entrevista quan Kane retorna d'Europa.
Toland era el tema d'un "Annals d'article" de Hollywood en El New Yorker, "El Cameraman," per Hilton Als (19 de juny de 2006, p. 46).

## Nomenaments al Premi de l'acadèmia
- 1935 - Oscar a la millor fotografia - Les Misérables (va quedar 2a)
- 1937 - Millor fotografia (blanc i negre) - Final Mort
- 1939 - Millor fotografia (blanc i negre) - Cims borrascosos (guanyat)
- 1939 - Millor fotografia (blanc i negre) - Intermezzo: Una Història d'Amor
- 1940 - Millor fotografia (blanc i negre) - El retorn a casa
- 1941 - Millor fotografia (blanc i negre) - Ciutadà Kane

## Filmografia
- The Life and Death of 9413: a Hollywood Extra (1928) codirector de fotografia
- Reina Kelly (1929) va filmar alterna acabar dirigit per Gloria Swanson
- El Trespasser (1929) codirector de fotografia
- Bulldog Drummond (1929) codirector de fotografia
- Això És el Cel (1929) codirector de fotografia
- Condemnat (1929) codirector de fotografia
- Raffles (1930) codirector de fotografia
- Whoopee! (1930) codirector de fotografia
- El Diable per Pagar! (1930) codirector de fotografia
- Indiscreet (1931) codirector de fotografia
- Un Nit Celestial (1931) codirector de fotografia
- Escena de carrer (1931) codirector de fotografia
- Palmy Dies (1931)
- El Unholy Jardí (1931)
- Aquesta nit o Mai (1931)
- Joc-Noia (1932)
- L'home Volgut (1932)
- El Tenderfoot (1932)
- El Washington Masquerade (1932)
- El Nen d'Espanya (1932)
- El Masquerader (1933)
- La Nosa (1933)
- Tugboat Annie (1933)
- Roman Scandals (1933)
- Nana (1934)
- Riu gandul (1934)
- Vivim Un altre cop (1934)
- Forsaking Tot Altres (1934)
- Les Misérables (1935)
- Public Hero No.1 (1935)
- The Dark Angel (1935)
- Esplendor (1935)
- Mad Love (1935)
- La Nit de Casament (1935)
- The Road to Glory (1936)
- Aquests Tres (1936)
- Vingut i Aconseguir-lo (1936) codirector de fotografia
- Beloved Enemic (1936)
- La història És Feta a la nit (1937) codirector de fotografia
- Home de Persecucions de la dona (1937)
- Final mort (1937)
- Així neix una fantasia (The Goldwyn Follies) (1938)
- Kidnapped (1938)
- The Cowboy and the Lady (1938)
- Intermezzo (1939)
- Cims borrascosos (Wuthering Heights) (1939)
- Raffles (1939)
- They Shall Have Music (1939)
- El raïm de la ira (The Grapes of Wrath) (1940)
- El retorn a casa (he Long Voyage Home) (1940)
- El Westerner (1940)
- El Outlaw (1940, estrenada el 1943)
- Ciutadà Kane (Citizen Kane) (1941)
- Les Poques Guineus (1941)
- Pilota de Foc (1941)
- Desembre 7è (1943)
- Els Anys Millors de Les nostres Vides (1946)
- Cançó del Sud (1946)
- El Nen de Brooklyn (1946)
- La muller del Bisbe (1947)
- Una Cançó neix (1948)
- Encantament (1948)